# Saint-Yorre
Saint-Yorre é uma comuna francesa na região administrativa de Auvérnia-Ródano-Alpes, no departamento Allier. Estende-se por uma área de 6,35 km². Em 2010 a comuna tinha 2 613 habitantes (densidade: 411,5 hab./km²).